# Шаре сир Саон
Шаре сир Саон (фр. Charrey-sur-Saône) насеље је и општина у источном делу централне Француске у региону Бургоња, у департману Златна обала која припада префектури Бон.
По подацима из 2011. године у општини је живело 349 становника, а густина насељености је износила 60,7 становника/km². Општина се простире на површини од 5,75 km². Налази се на средњој надморској висини од 180 метара (максималној 214 m, а минималној 178 m).

## Демографија
| 1962. | 1968. | 1975. | 1982. | 1990. | 1999. | 2011. |
| ----- | ----- | ----- | ----- | ----- | ----- | ----- |
| 184   | 189   | 182   | 161   | 180   | 239   | 349   |

График промене броја становника у току последњих година